# Marquez (Texas)
Pour les articles homonymes, voir Márquez.
Marquez est une ville située à l'ouest du comté de Leon, au Texas, aux États-Unis,.

## Démographie
Lors du recensement de 2010, la ville comptait une population de 459 habitants. Elle est estimée, en 2016, à 482 habitants.

### Source de la traduction
- (en) Cet article est partiellement ou en totalité issu de l’article de Wikipédia en anglais intitulé « Marquez, Texas » (voir la liste des auteurs).